# Дериватив
Деривати́в (похідни́й фіна́нсовий інструме́нт) — договір стандартної форми, що засвідчує право та/або зобов'язання придбати або продати базовий актив на визначених у цьому договорі умовах у майбутньому. Стандартна форма деривативу встановлена законодавством.

## Поняття

### Визначення та термінологія
Відносно деривативів у законодавстві України використовуються такі терміни та визначення:
- Дериватив — стандартний документ, що засвідчує право та/або зобов'язання придбати або продати базовий актив на визначених ним умовах у майбутньому[1].
- Дериватив — стандартний документ, що засвідчує право та/або зобов'язання придбати чи продати у майбутньому цінні папери, матеріальні або нематеріальні активи, а також кошти на визначених ним умовах. Стандартна (типова) форма деривативів і порядок їх випуску та обігу встановлюються законодавством[2].
- Похідні цінні папери (деривативи) — лише щодо деривативів, які існують як цінні папери[3].
- Похідні (деривативи)[4].

### Ознаки деривативів
В будь-якому випадку деривативи мають такі ознаки:
- є фінансовими інструментами,
- є цивільними договорами,
- мають стандартну форму.

### Похідні цінні папери
Досить часто в літературі всі деривативи називають похідними цінними паперами. Дійсно, в деяких країнах світу всі деривативи вважаються цінними паперами та відносяться до категорії похідних цінних паперів. Проте, для України таке розуміння не є прийнятним. Згідно законодавства та теорії права в Україні не всі деривативи є похідними цінними паперами. 
В українській правовій думці цінними паперами вважаються винятково такі похідні фінансові інструменти:
- Опціони,
- Ф'ючерсні контракти.

Національна комісія з цінних паперів та фондового ринку, до компетенції якої віднесено правове регулювання випуску та обігу похідних цінних паперів, своїми актами регулює винятково емісію опціонів в формі сертифікатів опціонів. Таким чином, можна казати, що в Україні як похідні цінні папери існують винятково сертифікати опціонів.
Форвардні контракти та свопи не вважаються похідними цінними паперами.

### Форма деривативу
Дериватив в будь-якому випадку укладається у письмовій формі та повинен містити всі передбачені законодавством реквізити. Оскільки дериватив є договором, то на нього поширюються також вимоги цивільного законодавства щодо договору.
Дериватив укладається у письмовій формі. Вимоги щодо певних бланків, на яких повинен був би друкуватись дериватив не встановлені, так само немає вимог щодо обов'язкового нотаріального чи іншого посвідчення деривативу.

## Використання деривативів

### Використання для планування поставок
В умовах розвинутого ринку деривативи виступають потужним засобом планування виробництва та постачання, а також попереднього фінансування виробника.
Так, товарний виробник (наприклад, сільгосппродукції) з метою отримання інформації про можливий попит на майбутню продукцію (врожай) розміщує деривативи на кожний вид своєї продукції (кукурудзи, соняшника, зернових тощо). При успішному розміщенні деривативів, виробник отримує інформацію про майбутні потреби ринку, а також, якщо це передбачено умовами розміщення,— додаткове фінансування для здійснення виробництва (на закупівлю посівного матеріалу, палива тощо). За відсутності попиту на розміщений базовий актив, виробник має можливість змінити пріоритети виробництва та розмістити деривативи з іншим базовим активом. Такий механізм дозволяє уникнути перевиробництва певної категорії товару.
Споживач продукції (елеватор, переробник сільгосппродукції тощо) шляхом придбання деривативів може гарантувати майбутні поставки базових активів для своїх власних потреб (з урахуванням природних та інших ризиків).
У випадку фіксації ціни базового активу на момент укладання деривативу (та, можливо, її сплати), дериватив може використовуватись як фінансовий актив, оскільки зростання вартості базового активу у майбутньому може виступати як дохідність такого фінансового активу.

### Використання як фінансового інструменту
Дериватив може використовуватись як фінансовий інструмент, якщо передбачає попереднє фінансування постачальника (виробника). При цьому покупець деривативу може отримати дохід від тримання деривативу, що обчислюється як різниця між вартістю деривативу на момент його придбання та на момент його продажу (виконання).
Розвинутий фондовий ринок передбачає можливість появи деривативів без постачання, які на момент виконання виконуються грошовими коштами. Така операція є спекуляцією на можливій зміні ринкової вартості базового активу (акцій, облігацій, валюти тощо).

## Види деривативів

### Основні види
Українське законодавство передбачає існування таких видів деривативів:
- форвардний контракт,
- ф'ючерсний контракт,
- опціон,
- своп[7].

При цьому ф'ючерсний контракт та опціон існують як похідні цінні папери, а форвардний контракт та своп — не є цінними паперами.
Поява визначення свопів в законодавстві України та їх віднесення до деривативів є новелою чинного законодавства, що введено Податковим кодексом України у 2010 році, інші закони такого визначення не містять.

### За базовим активом
Деривативи можуть поділятись за базовим активом, а саме:
- ціннопаперові деривативи,
- деривативи з матеріальними активами,
- деривативи з нематеріальними активами,
- грошові деривативи.

Базовим активом може бути виключно речі, визначені родовими ознаками.

### Біржові та позабіржові
Окремі види деривативів можуть бути укладені виключно на біржі (організатором торгівлі стандартизованими строковими контрактами).
Біржовими деривативами є:
- Ф'ючерсний контракт,
- Опціон.

Позабіржовими деривативами є:
- Форвардний контракт,
- Своп,
- Опціон.

### За умовами деривативу
Відповідно до викладених у деривативі умов, вони поділяються на безумовні, коли постачальник (покупець) зобов'язаний в будь-якому випадку поставити (придбати) базовий актив або сплатити штрафні санкції та умовні, коли постачальник (покупець) може відмовитись від проведення операції без сплати штрафних санкцій.
Деривативи можуть бути з фіксованою ціною (визначеною на момент його підписання) або з ринковою ціною (коли ціна визначається на момент виконання зобов'язання). Ринкові деривативи переважно укладаються на організованому ринку, оператор якого забезпечує визначення ринкової ціни.

## Обіг деривативів
Обіг деривативів, які існують як цінні папери, здійснюється відповідно до правил обігу цінних паперів, тобто шляхом:
- цесії,
- індосаменту,
- засобами електронного обігу,
- вручення.

Права за деривативами, що існують винятково як договори, можуть відступатися шляхом цесії, або в інший спосіб, що встановлений деривативом.

## Виноски
1. ↑  Положення про вимоги до стандартної (типової) форми деривативів. Архів оригіналу за 19 травня 2022. Процитовано 14 червня 2022.
2. ↑  Податковий кодекс України.
3. 1 2  Стаття 21 Закону України Про фінансові послуги та державне регулювання ринків фінансових послуг [Архівовано 4 вересня 2018 у Wayback Machine.].
4. ↑  Закон України Про цінні папери та фондовий ринок [Архівовано 7 вересня 2018 у Wayback Machine.].
5. 1 2  Мица Юрій Вікторович. "Правова природа похідних цінних паперів." Х.: дис. на здобуття наук. ступ. к.ю.н., 2006 р.
6. ↑  Порядок реєстрації випуску опціонних сертифікатів та проспекту їх емісії. Архів оригіналу за 25 вересня 2018. Процитовано 7 жовтня 2013.
7. ↑  Підпункт 14.1.45.1 статті 14 Податкового кодексу України [Архівовано 4 вересня 2018 у Wayback Machine.].